# Sthenelais pettiboneae
Sthenelais pettiboneae är en ringmaskart som beskrevs av Anne D. Hutchings och Murray 1984. Sthenelais pettiboneae ingår i släktet Sthenelais och familjen Sigalionidae. Inga underarter finns listade i Catalogue of Life.